# 羅馬尼夫 (盧茨克區)
50°44′40″N 25°35′43″E / 50.74444°N 25.59528°E
羅馬尼夫（烏克蘭語：Романів），是烏克蘭西北部的村莊，隸屬沃倫州的盧茨克區。該村始建於1570年，面積1.07平方公里，海拔高度224米，2001年人口774，人口密度每平方公里723.36人。